# Динатрію фосфат
Динатрію фосфат, або динатрію гідрофосфат, або натрію фосфат двоосновний — неорганічна сполука з формулою Na2HPO4. Це один з кількох фосфатів натрію. Сіль відома в безводній формі, а також у формах з 2, 7, 8 і 12 гідратами. Всі вони є водорозчинними білими порошками; безводна сіль гігроскопічна.
pH водного розчину динатрію гідрофосфату становить від 8,0 до 11,0, що означає, що він помірно основний:
HPO42− + H2O  H2PO4− + OH−

## Отримання та реакції
Динатрію фосфат можна отримати шляхом нейтралізації ортофосфатної кислоти гідроксидом натрію:
H3PO4 + 2 NaOH → HNa2PO4 + 2 H2O
Промислово виробляється двоетапним процесом, шляхом обробки дикальційфосфату гідросульфатом натрію, який осаджує сульфат кальцію:
CaHPO4 + NaHSO4 → NaH2PO4 + CaSO4
На другому етапі отриманий розчин мононатрію фосфату частково нейтралізують:
NaH2PO4 + NaOH → HNa2PO4 + H2O

## Використання
Динатрію фосфат використовується в поєднанні з тринатрійфосфатом в харчових продуктах і для пом'якшення води. У харчових продуктах він використовується для регулювання рівня pH. Його наявність перешкоджає коагуляції під час приготування згущеного молока. Так само він використовується як добавка проти злипання в порошкоподібних продуктах. Використовується в десертах і пудингах, наприклад у Cream of Wheat для прискорення часу приготування та пудингу швидкого приготування Jell-O для загущення. При обробці води він уповільнює утворення кальцієвого нальоту. Він також міститься в деяких мийних і чистячих засобах.
Нагрівання твердого динатрію фосфату дає корисну сполуку тетранатрій пірофосфат:
2 HNa2PO4 → Na4P2O7 + H2O

### Проносне
Одноосновний і двоосновний фосфат натрію використовуються як сольовий проносний засіб для лікування запорів або для очищення кишечника перед колоноскопією.